# Françoise Autrand
Pour les articles homonymes, voir Autrand.
Françoise Autrand, née Françoise Gonnard le 21 décembre 1932 à Istres, est une historienne française, spécialiste de l'histoire du Moyen Âge.

## Biographie
Elle grandit à Marseille, puis fait ses études secondaires dans des endroits divers (Marseille, Casablanca, Paris).
Après le baccalauréat, elle est élève en classes préparatoires au lycée Louis-le-Grand à Paris et est reçue à l'École normale supérieure de jeunes filles (« Sèvres »). En 1957, elle est reçue à l'agrégation d'histoire.
Elle enseigne pendant huit ans en lycée, notamment au lycée de Sèvres, puis obtient en 1965 un poste d'assistante en histoire à la Faculté des Lettres de université de Paris (« la Sorbonne »), aux côtés du professeur Édouard Perroy. Après la scission de l'université (1970), elle poursuit sa carrière à l'université Paris 1.
En 1976, elle est nommée maître-assistante à l'ENS de Sèvres, obtient un doctorat en histoire en 1978, puis est nommée professeur. Elle est directrice du département d'histoire de l'école.
Elle était l'épouse de Michel Autrand (1934-2022), historien de la littérature.

## Distinctions
Elle est chevalier de la Légion d'honneur.

## Recherches
Médiéviste et spécialiste d'histoire politique du Moyen Âge, elle soutient en 1978 une thèse d'État intitulée Naissance d'un grand corps de l’État : les gens du parlement de Paris, 1345-1454 dirigée par Bernard Guenée.
Elle a collaboré à une histoire des fonctionnaires et de la fonction publique en France et a écrit plusieurs ouvrages consacrés au monde médiéval ou à la diplomatie.
Elle a aussi écrit les biographies de Charles V, de Charles VI, de Jean de Berry et de Christine de Pisan.

## Publications

### Livres
- Naissance d'un grand corps de l'État : les gens du Parlement de Paris, 1345-1454, Paris, Publications de la Sorbonne, coll. « Publications de la Sorbonne. Série N.S. Recherche » (no 46), 1994, 459 p. (ISBN 2-85944-032-1, présentation en ligne), [présentation en ligne].

- Prix Gobert 1982 de l’Académie des inscriptions et belles-lettres
- Prosopographie et genèse de l'État moderne, Actes de la table ronde, 1986, 356 p.
- Charles VI : la folie du roi, Paris, Fayard, 1986, 647 p. (ISBN 978-2213017037, présentation en ligne), [présentation en ligne].
- Charles V : le Sage, Paris, Fayard, 1994, 909 p. (ISBN 2-213-02769-2, présentation en ligne).
- Avec Claude Gauvard et Jean-Marie Moeglin (dir.), Saint-Denis et la royauté : études offertes à Bernard Guenée, Paris, Publications de la Sorbonne, 1999.
- Jean de Berry : l'art et le pouvoir, Paris, Fayard, 2000, 552 p. (ISBN 2-213-60709-5, présentation en ligne).
- (Collectif) Histoire de la diplomatie française : Tome 1, Du Moyen Age à l'Empire, Librairie Académique Perrin, 2007, 637 p  (ISBN 978-2262027346).
- Christine de Pizan : une femme en politique, Paris, Fayard, 2009, 506 p. (ISBN 978-2-213-63642-9, présentation en ligne), [présentation en ligne].

### Articles
- « L'espace français : histoire politique du début du XIe siècle à la fin du XVe », avec Dominique Barthélémy & Philippe Contamine, Actes des congrès de la Société des historiens médiévistes de l'enseignement supérieur public, 1989, vol. 20, no 1, p. 101-125, [lire en ligne].
- « Culture et mentalité : les librairies des gens du parlement au temps de Charles VI », Annales. Économies, Sociétés, Civilisations, 1973/5, p. 1219-1244 [lire en ligne].
- « L'image de la noblesse en France à la fin du Moyen Âge. Tradition et nouveauté », Comptes rendus des séances de l'Académie des Inscriptions et Belles-Lettres, 1979, vol. 123, no 2, p. 340-354 [lire en ligne].
- « L'allée du roi dans les pays de Languedoc 1272-1390 », Publications de l'École française de Rome, 1994, vol. 190, no 1, p. 85-97 [lire en ligne].
- « La force de l'âge : jeunesse et vieillesse au service de l'État en France aux XIVe et XVe siècles », Comptes rendus des séances de l'Académie des Inscriptions et Belles-Lettres, 1985 vol. 129, no 1, p. 206-223 [lire en ligne].